# Odore di verro
Per odore di verro o verrone s'intende quell'odore o sapore sgradevole che si manifesta spesso durante la cottura, o il consumo, di carne o prodotti di trasformazione della carne suina di maschi non castrati, che hanno raggiunto la pubertà.
Gli studi condotti hanno appurato che molti consumatori sono sensibili all'odore di verro, e per questo motivo il suo controllo è un elemento imprescindibile nella produzione di carne suina. Le donne sembrano essere più sensibili degli uomini, così come alcuni gruppi etnici appaiono reagire con maggiore sensibilità di altri. Nella maggior parte dei paesi, le normative sulla qualità degli alimenti non ammettono la commercializzazione di carni con presenza di odore di verro.

## Controllo dell'odore di verro/di  gerson

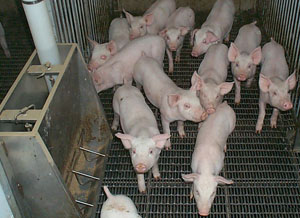
Maiali in una fattoria

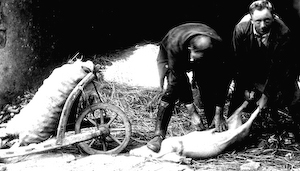
Castrazione di maiali

Da secoli si previene l'odore di verro mediante castrazione. Questa pratica consolidata prevede che si castrino i giovani suinetti all'incirca all'età di una settimana (dopo, per legge è necessario che l'intervento sia effettuato in anestesia, quindi deve effettuarlo un Medico veterinario). In alcuni paesi (per esempio Paesi Bassi, Svizzera e Norvegia), è comunque sempre più frequente l'uso di un'anestesia generale o locale per ridurre il dolore e lo stress associati alla castrazione. A questo proposito ogni paese ha emanato normative differenti, che prescrivono se l'anestesia debba essere obbligatoria o facoltativa e se debba essere eseguita dall'allevatore o dal medico veterinario. Negli ultimi anni, la castrazione, eseguita con o senza anestesia, è stata oggetto di critiche da parte di associazioni animaliste.
In alcuni paesi quali l'Australia si anticipa la macellazione dei suini, perché le due sostanze naturali responsabili dell'odore di verro (androstenone e scatolo) iniziano ad accumularsi nel grasso dei maschi solo col raggiungimento della maturità sessuale. È per questo motivo che una macellazione precoce può contribuire a ridurre la presenza dell'odore di verro.
Un altro metodo possibile per controllare l'odore di verro è quello di cercare di allevare solo animali di sesso femminile, praticando una selezione prima della nascita mediante separazione del seme in base ai cromosomi sessuali e inseminazione artificiale. Sebbene questo metodo sia usato con successo nell'allevamento bovino, la tecnica è ancora oggetto di ricerca, e non esistono ancora soluzioni economiche o pratiche applicabili all'allevamento suinicolo.
È stato testato anche l'allevamento di suini con bassi livelli di odore di verro, ma senza grande successo. La Sugar Mountain Farm è uno dei produttori che afferma che ciò sia possibile mediante incroci specifici e cambio dell'alimentazione. Un vantaggio dei verri è il fatto che presentano una carne più magra e un accrescimento del 10% più rapido dei maschi castrati o delle scrofette (femmine), mostrando quindi un migliore indice di conversione degli alimenti.

## Cause
L'odore di verro è causato dall'accumulo di due composti (androstenone e scatolo) nel grasso dei suini maschi.
L'androstenone (un feromone maschile) è prodotto nei testicoli non appena il suino maschio raggiunge la pubertà, mentre lo scatolo (un sottoprodotto della degradazione dell'aminoacido triptofano ad opera dei batteri intestinali) è prodotto negli animali di entrambi i sessi. I livelli di quest'ultimo sono tuttavia molto più alti nei maschi interi, perché gli steroidi testicolari inibiscono la sua degradazione nel fegato. Questo è il motivo per cui lo scatolo inizia ad accumularsi nel grasso dei suini maschi dopo il raggiungimento della pubertà.
Dopo essere diventati sessualmente maturi i maschi producono naturalmente questi composti, che se si accumulano nel tempo, risultano percepibili alla cottura della carne. Per evitare che questi composti si depositino nelle carni, si castrano i suinetti.

## Nuovi metodi
A seguito delle critiche di cui la castrazione è stata oggetto negli ultimi anni, alcuni allevatori e associazioni di allevatori stanno cercando metodi alternativi per controllare l'odore di verro. La vaccinazione contro l'odore di verro, in uso in Australia e in Nuova Zelanda dal 1998, è una soluzione sicura ed estremamente efficace, che sfrutta il sistema immunitario del suino per controllare l'odore di verro. A questo scopo l'uso del vaccino è un metodo semplice e affidabile come la castrazione fisica. Il vaccino può essere somministrato in modo sicuro da personale di allevamento appositamente addestrato, e rende possibile la produzione di carne suina di qualità elevata e sicura per il consumatore.
Il vaccino agisce inducendo il sistema immunitario del suino a produrre anticorpi specifici contro il fattore di liberazione delle gonadotropine (GnRF). Questa azione inibisce temporaneamente la funzione testicolare e, di conseguenza, arresta la produzione e l'accumulo dei composti responsabili dell'odore di verro.
Mediante induzione della produzione di anticorpi specifici contro il GnRF, il vaccino arresta la catena di eventi che, nei testicoli, porta al rilascio di testosterone e di altri steroidi, compreso l'androstenone (uno dei due responsabili dell'odore di verro). Oltre a ciò, il più basso livello di steroidi consente al fegato di metabolizzare e, quindi, di eliminare con maggiore efficienza lo scatolo, ossia l'altro composto principale che contribuisce all'insorgenza dell'odore di verro.
Per un efficace controllo dell'odore di verro la vaccinazione deve essere praticata due volte. Il momento della prima dose è relativamente flessibile, ma tra le due dosi devono intercorrere almeno quattro settimane, e la somministrazione della seconda dose deve avvenire da quattro a sei settimane prima della macellazione. Dopo la seconda dose la crescita dei testicoli del verro si arresta. L'allevatore deve essere addestrato nell'uso del vaccino e dell'apposito iniettore, che è dotato di dispositivi con elevate caratteristiche di sicurezza.
Il vaccino offre pertanto una soluzione al problema dell'odore di verro che salvaguarda il benessere animale. Inoltre, esso consente a tutti i soggetti operanti nella catena produttiva suinicola di beneficiare dei vantaggi associati a una crescita naturale dei maschi interi, pur mantenendo una elevata qualità organolettica delle carni.